# Герои Российской Федерации — Н

В настоящем списке представлены в алфавитном порядке Герои Российской Федерации, чьи фамилии начинаются с буквы «Н». Список содержит информацию о роде войск (службе, деятельности) Героев на время присвоения звания, дате рождения, месте рождения, дате смерти и месте смерти Героев.
 Серым цветом в таблице выделены Герои, награждённые посмертно. 
| №  | Фото | Фамилия Имя Отчество                  | Род войск, служба    | Годы жизни                        | Место рождения                                                            | Место гибели (смерти)                                           |       |
| -- | ---- | ------------------------------------- | -------------------- | --------------------------------- | ------------------------------------------------------------------------- | --------------------------------------------------------------- | ----- |
| 1  |      | Набиев, Энвер Альбертович             | Бронетанковые войска | род. 3 февраля 1988               | Каспийск, Дагестанская АССР, РСФСР                                        |                                                                 |       |
| 2  |      | Нагин, Алексей Юрьевич                |                      | 21 марта 1981 — 20 сентября 2022  | хутор Вертячий, Городищенский район, Волгоградская область, РСФСР         | Украина                                                         |       |
| 3  |      | Наджафов, Гасан Раджаб оглы           | Пехота и мотострелки | род. 14 июля 1963                 | Баку, Азербайджанская ССР                                                 |                                                                 |       |
| 4  |      | Назаренко, Александр Владимирович     | Разведка ГРУ         | род. 24 мая 1973                  | Алма-Ата, Казахская ССР                                                   |                                                                 |       |
| 5  |      | Наймушин, Сергей Николаевич           | Пехота и мотострелки | род. 27 февраля 1979              | Коурак, Тогучинский район, Новосибирская область, РСФСР                   |                                                                 |       |
| 6  |      | Нальгиев, Руслан Муратович            | МВД                  | род. 4 мая 1980                   | Орджоникидзе, Северо-Осетинская АССР, РСФСР                               |                                                                 |       |
| 7  |      | Насибуллин, Игорь Леонидович          | Бронетанковые войска | 14 июля 1995 — 29 марта 2022      | Дмитриев, Курская область                                                 | Изюм, Харьковская область, Украина                              |       |
| 8  |      | Наточий, Сергей Алексеевич            | авиация              | 10 апреля 1961 — 1 декабря 2001   | пос. Новосоветский, Алтайский край, РСФСР                                 | станица Стодеревская, Ставропольский край, Российская Федерация |       |
| 9  |      | Наумов, Юрий Михайлович               | авиация              | 30 января 1956 — 9 августа 1999   | д. Михайловка, Дзержинский район, Красноярский край, РСФСР                | в районе с. Ботлих, Ботлихский район, Дагестан                  |       |
| 10 |      | Недвига, Юрий Дмитриевич              | авиация              | род. 1 мая 1961                   | Барыш, Ульяновская область, РСФСР                                         |                                                                 |       |
| 11 |      | Недобежкин, Владимир Владимирович     | спецназ ГРУ          | род. 22 апреля 1964               | Тюмень, РСФСР                                                             |                                                                 |       |
| 12 |      | Немцов, Павел Николаевич              | Бронетанковые войска | 20 апреля 1971 — 13 января 1995   | с. Борское, Самарская область, РСФСР                                      | Грозный, Чечня, Российская Федерация                            |       |
| 13 |      | Немыткин, Михаил Юрьевич              | ВВ МВД               | 11 сентября 1970 — 18 апреля 1995 | Новосибирск, РСФСР                                                        | с. Бамут, Ачхой-Мартановский район, Чечня, Российская Федерация |       |
| 14 |      | Непряхин, Андрей Анатольевич          | ВДВ                  | род. 8 мая 1964                   | Тарту, Эстонская ССР                                                      |                                                                 |       |
| 15 |      | Нерестюк, Игорь Михайлович            | авиация              | род. 5 февраля 1961               | с. Майское, Павлодарская область, Казахская ССР                           |                                                                 |       |
| 16 |      | Нестеренко, Юрий Иванович             | Пехота и мотострелки | 1 марта 1964 — 15 марта 1995      | Дрезден, Саксония, ГДР                                                    | Чечня, Российская Федерация                                     |       |
| 17 |      | Нетыкса, Виталий Вячеславович         | СВР                  | 29 мая 1946 — 3 сентября 2011     | Москва, РСФСР                                                             | Москва, Российская Федерация                                    |       |
| 18 |      | Неустроев, Алексей Михайлович         | Бронетанковые войска | род. 29 июля 1987                 | с. Танда, Усть-Алданский район, Якутская АССР, РСФСР                      |                                                                 |       |
| 19 |      | Нефёдов, Сергей Иванович              |                      | род. 21 июня 1947                 | Ростов-на-Дону, РСФСР                                                     |                                                                 | [ 1 ] |
| 20 |      | Нефф, Виталий Витальевич              | Бронетанковые войска | 2 февраля 1984 — 10 августа 2008  | Якутск, Якутская АССР, РСФСР                                              | Цхинвал, Южная Осетия                                           |       |
| 21 |      | Нечаев, Иван Владимирович             | авиация              | род. 2 октября 1980               | Ахтубинск, Астраханская область, РСФСР                                    |                                                                 |       |
| 22 |      | Никитич, Юрий Иванович                | ВДВ                  | 19 апреля 1967 — 8 января 1995    | Липовец, Винницкая область, Украинская ССР                                | Грозный, Чечня, Российская Федерация                            |       |
| 23 |      | Никишин, Александр Николаевич         | МВД                  | род. 8 марта 1958                 | с. Илек, Оренбургская область, РСФСР                                      |                                                                 |       |
| 24 |      | Никишин, Владимир Николаевич          | авиация              | 7 февраля 1966 — 2 декабря 2022   | с. Макарово, Луганская область, Украинская ССР                            | Украина                                                         |       |
| 25 |      | Никишин, Дмитрий Николаевич           | спецназ ГРУ          | 2 марта 1979 — 16 апреля 2008     | Ейск, Краснодарский край, РСФСР                                           | Ейск, Краснодарский край, Российская Федерация                  |       |
| 26 |      | Никулин, Александр Семёнович          | авиация              | 21 июля 1918 — 6 марта 1998       | с. Ситники, Вятская губерния, РСФСР                                       | Глазов, Удмуртия, Российская Федерация                          | [ 2 ] |
| 27 |      | Нимченко, Юрий Петрович               | Бронетанковые войска | род. 4 июня 1980                  | Кировоградская область, Украинская ССР                                    |                                                                 |       |
| 28 |      | Новиков, Алексей Иванович             | авиация              | род. 30 мая 1948                  | Горький, РСФСР                                                            |                                                                 |       |
| 29 |      | Новиков, Василий Логинович            | авиация              | 1915 — 30 июня 1941               | Тула, Тульская губерния, Российская империя                               | Даугавпилс, Латвийская ССР                                      | [ 3 ] |
| 30 |      | Новиков, Ян Валентинович              | Конструктор          | род. 3 октября 1959               | Ленинград, РСФСР                                                          |                                                                 |       |
| 31 |      | Новицкий, Олег Викторович             | Лётчик-космонавт     | род. 12 октября 1971              | Червень, Червенский район, Минская область, Белорусская ССР               |                                                                 |       |
| 32 |      | Новосёлов, Дмитрий Геннадьевич        | МВД                  | 19 мая 1976 — 1 марта 2003        | Снежинск, Челябинская область, РСФСР                                      | Аргун, Чечня, Российская Федерация                              |       |
| 33 |      | Новосёлов, Евгений Геннадьевич        | Гражданская авиация  | род. 22 декабря 1968              | Омская область, РСФСР                                                     |                                                                 | [ 4 ] |
| 34 |      | Новохатский, Сергей Владимирович      | ВМФ                  | род. 4 октября 1977               | Ленинград, РСФСР                                                          |                                                                 |       |
| 35 |      | Норполов, Эдуард Доржиевич            | спецназ ГРУ          | 27 октября 1995 — 4 октября 2022  | с. Цаган-Челутай, Могойтуйский район, Агинский Бурятский автономный округ | Харьковская область, Украина                                    |       |
| 36 |      | Носов, Виктор Петрович                | авиация              | 26 марта 1923 — 13 февраля 1945   | Сенгилей, Симбирская губерния, РСФСР                                      | Балтийское море                                                 | [ 5 ] |
| 37 |      | Носов, Владимир Николаевич            | Морская пехота       | 14 апреля 1988 — 26 марта 2022    | Коровий Ручей, Усть-Цилемский район, Коми АССР, РСФСР                     | Украина                                                         |       |
| 38 |      | Нужный, Василий Дмитриевич            | ВДВ                  | 2 июня 1952 — 6 февраля 1995      | д. Юзефовка, Могилёвская область, Белорусская ССР                         | Грозный, Чечня, Российская Федерация                            |       |
| 39 |      | Нурахметов, Жумагельды Аитмухамедович | Бронетанковые войска | род. 1995                         | д. Тогунас, Русско-Полянский район, Омская область                        |                                                                 |       |
| 40 |      | Нурбагандов, Магомед Нурбагандович    | Росгвардия           | 9 января 1985 — 10 июля 2016      | Сергокала, Дагестанская АССР, РСФСР                                       | Сергокала, Дагестан, Российская Федерация                       |       |
| 41 |      | Нургалиев, Владимир Вильевич          | ВВ МВД               | 20 апреля 1969 — 27 декабря 1999  | Саратов, РСФСР                                                            | Грозный, Чечня, Российская Федерация                            |       |